# Варшава-Весола
Варшава-Весола (пол. Warszawa Wesoła) — остановочный пункт железной дороги в Варшаве (расположен в районе Весола), в Мазовецком воеводстве Польши. Имеет 2 платформы и 2 пути.
Остановочный пункт (платформа пассажирская) построен на линии Варшавско-Тереспольской железной дороги в 1896 году, когда эта территория была в составе Царства Польского.